# La première fois que j'ai eu 20 ans
La première fois que j'ai eu 20 ans è un film del 2004 diretto da Lorraine Lévy e tratto dal romanzo omonimo di Susie Morgenstern.

## Trama
Francia, anni '60. Hannah Goldman, ebrea di sedici anni, ha due sorelle molto belle e dei genitori che la amano. Hannah è disperata perché essendo in sovrappeso si sente profondamente brutta ed è gelosa della bellezza delle sue sorelle e degli amici di scuola. Ma Hannah ha due grandi qualità che persino le sue sorelle le invidiano: è molto intelligente ed ha un particolarmente talento per la musica.
Desiderosa di intraprendere una carriera musicale, sceglie di suonare il contrabbasso e sogna di entrare nel gruppo jazz della sua scuola, che sta cercando un nuovo bassista, ruolo tradizionalmente maschile. Hannah riesce a passare le selezioni, ma i suoi quattro compagni, visceralmente misogini, fanno di tutto per scoraggiarla e spingerla a rinunciare al ruolo. Combattendo duramente mese dopo mese, alla fine la ragazza riuscirà ad ottenere l'ammirazione di una parte del gruppo.

## Differenze dal romanzo
Il romanzo da cui è tratto il film si svolge inizialmente a New York.

## Critiche
Il film ha ricevuto alcune critiche per la presenza di alcune scene nelle quali gli attori Adrien Jolivet, Raphaël Personnaz, Romain Vissol e Renan Mazéas compaiono completamente nudi.